# Sarmatismo

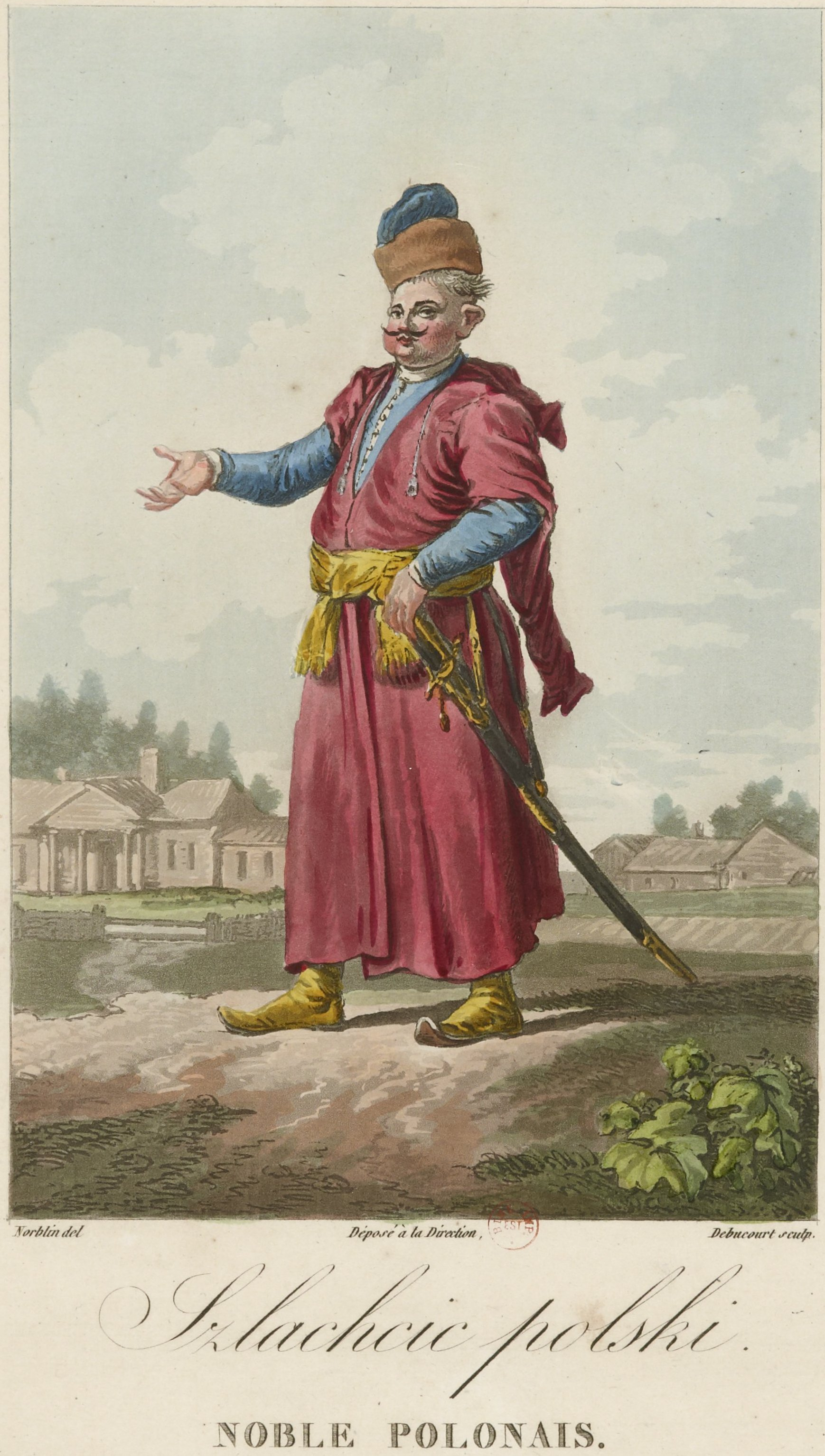
Polaco com a indumentária sármata.

Sarmatismo era o estilo de vida dominante, a cultura e a ideologia da szlachta (classe social de nobres) na República das Duas Nações do século XVI ao século XIX. Juntamente com a Liberdade dourada formou o aspecto único da cultura da República.

## História
O historiador polonês do século XV, Jan Długosz, foi o primeiro a introduzir o termo que foi rapidamente utilizado por outros historiadores e cronistas como Marcin Bielski, Marcin Kromer e Maciej Miechowita. Outros europeus o retiraram do Tractatus de Duabus Sarmatiis de Miechowita, um trabalho que na Europa Ocidental era considerado a principal fonte de informação sobre os territórios e pessoas da República das Duas Nações. O nome deriva dos alegados ancestrais da szlachta, os sármatas, uma confederação da maioria das tribos iranianas do Norte do Mar Negro, desalojadas pelos godos no século II, descritas por Heródoto de Halicarnasso no século V a.C. como os descendentes dos citas e das amazonas Após muitas permutações, isto fez surgir a lenda de que os poloneses eram os descendentes dos antigos sármatas, uma tribo guerreira originária da Ásia e que mais tarde se reorganizou no nordeste da Europa.

## Particularidades
Esta crença se tornou uma parte importante da cultura da szlachta, penetrou em todos os aspectos de sua vida e serviu para diferenciar a szlachta polonesa da nobreza ocidental (cuja szlachta chamava de pludracy) e seus costumes. O conceito sármata cultuou a igualdade entre todos os membros da szlachta, as tradições, o costume de andar a cavalo, a vida rural provinciana, a paz e o pacifismo, popularizou o uso de vestimentas e visual oriental (żupan, kontusz, pas kontuszowy, delia, szabla), serviu para integrar a multi-étnica nobreza ao criar um sentimento quase nacionalista de unidade e orgulho da política de Liberdade dourada da szlachta.
Em sua forma inicial e idealizada o sarmatismo pareceu ser um bom movimento cultural: incentivou a crença religiosa, a honestidade, o orgulho nacional, a coragem, a igualdade e a liberdade. Contudo como qualquer doutrina que coloca alguma classe social sobre as demais acabou por modificar-se com o tempo. Por último o sarmatismo transformou a crença em intolerância e fanatismo, a honestidade em ingenuidade política, o orgulho em arrogância, a coragem em teimosia e a liberdade em anarquia.
O Sarmatismo, que evoluiu durante o Renascimento e se fortificou durante o Barroco polonês, achou-se em oposição ao Iluminismo na Polônia. Quando na segunda metade do século XVIII a palavra 'Sarmatismo' fez sua reaparição, seu significado era decididamente negativo. 'Sarmatismo' funcionava como sinônimo de uma mente retrógrada e ignorante e como um rótulo desprezível para os adversários políticos de Stanisław August Poniatowski, o rei das reformas: a provincial e tradicionalista intolerante szlachta. Tais significados surgiram primeiramente no jornalismo e depois em trabalhos literários. Os escritores do Iluminismo trataram as implicações políticas e culturais do sarmatismo como um conveniente alvo para críticas e escárnio. O Jornal Monitor, um periódico de cunho reformista patrocinado pelo Rei Poniatowski, usava o termo de maneira pejorativa e assim fez Franciszek Zabłocki em suas comédias, como em sua peça Sarmatismo (Sarmatyzm, 1785).
Uma reabilitação do Sarmatismo e da antiga szlachta começou durante o romantismo polonês, um tempo de revoltas militares e recordações associadas a eles, que com isso ajudaram na reabilitação do Sarmatismo, com seu culto à coragem e à bravura militar. Isto ficou especialmente muito evidente durante e depois da Revolta de Novembro. O gênero de gawęda szlachecka (a história de um nobre) criado por Henryk Rzewuski está muito associado à reverência do espírito sármata. Visível no messianismo polonês e nas obras de grandes poetas poloneses como Adam Mickiewicz (Pan Tadeusz), Juliusz Słowacki e Zygmunt Krasiński, bem como escritores (Henryk Sienkiewicz e sua Trilogia), em geral, o romantismo polonês está em dívida com a história da Polônia de uma forma não observada em outros países europeus, onde o contraste entre o passado glorioso e a miséria presente não foi citado, ou não existiu de fato.

## Arte e literatura sármatas
O nome e a cultura tiveram reflexo na literatura polonesa contemporânea.
A cultura sármata foi retratada por muitos escritores contemporâneos, especialmente:
- Wacław Potocki
- Jan Chryzostom Pasek
- Wespazjan Kochowski
- Andrzej Zbylitowski
- Hieronim Morsztyn
- Jan Andrzej Morsztyn
- Daniel Naborowski

O latim era muito popular e freqüentemente era mesclado com o polonês (em escritos e discursos), resultando no latim macarrônico. Conhecer pelo menos um pouco de latim era uma obrigação para qualquer szlachcic.
A arquitetura sármata era baseada na arquitetura gótica. Muitas residências da szlachta eram de madeira.
No século XIX a cultura sármata da República das Duas Nações foi retratada e popularizada pelo escritor polonês Henryk Sienkiewicz em sua trilogia (Ogniem i Mieczem, Potop, Pan Wolodyjowski). No século XX, a trilogia de Sienkiewicz foi transformada em filme, e a cultura sármata tornou-se objeto de muitos livros modernos (por Jacek Komuda e outros), canções (como a de Jacek Kaczmarski) e mesmo jogos de interpretação de papéis como Dzikie Pola.

## Sarmácia
Sarmácia (polonês: Sarmacja) foi também o nome extra-oficial, semi-legendário e poético da República das Duas Nações, que se tornou moda no século XVII, designando qualidades associadas aos cidadãos alfabetizados da vasta República. 

## Uso moderno
Na Polônia contemporânea, a palavra sármata (polonês: sarmacki) é uma forma irônica de auto-identificação e é algumas vezes usada como sinônimo para o caráter polonês.